# Luise Ullrich

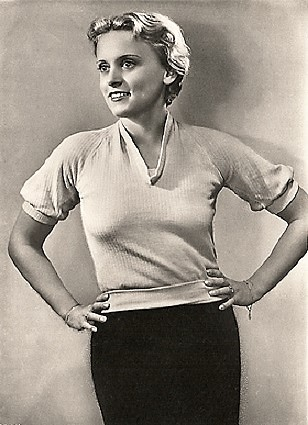
Luise Ullrich.

Luise Ullrich, född 31 oktober 1910 i Wien, Österrike-Ungern, död 21 januari 1985 i München, Västtyskland, var en österrikisk skådespelare. Ullrich scendebuterade på Volksbühne i Wien 1926. Filmdebuten skedde 1932. 1941 tilldelades hon Volpipokalen för bästa kvinnliga skådespelare för rollen i filmen Annelie. År 1979 tilldelades hon det tyska hederspriset Filmband in Gold för sin samlade karriär.

## Filmografi, urval
- 1933 – Din för evigt
- 1933 – På sångens vingar
- 1935 – Viktoria
- 1935 – En kvinnas hämnd
- 1936 – En kvinnas hemlighet
- 1941 – Annelie
- 1949 – Tro
- 1953 – Glöm inte kärleken
- 1954 – Skandal i sista ringen
- 1955 – Sarajevo
- 1960 – Kärlek utan nåd